# Xyris torta
Espèce

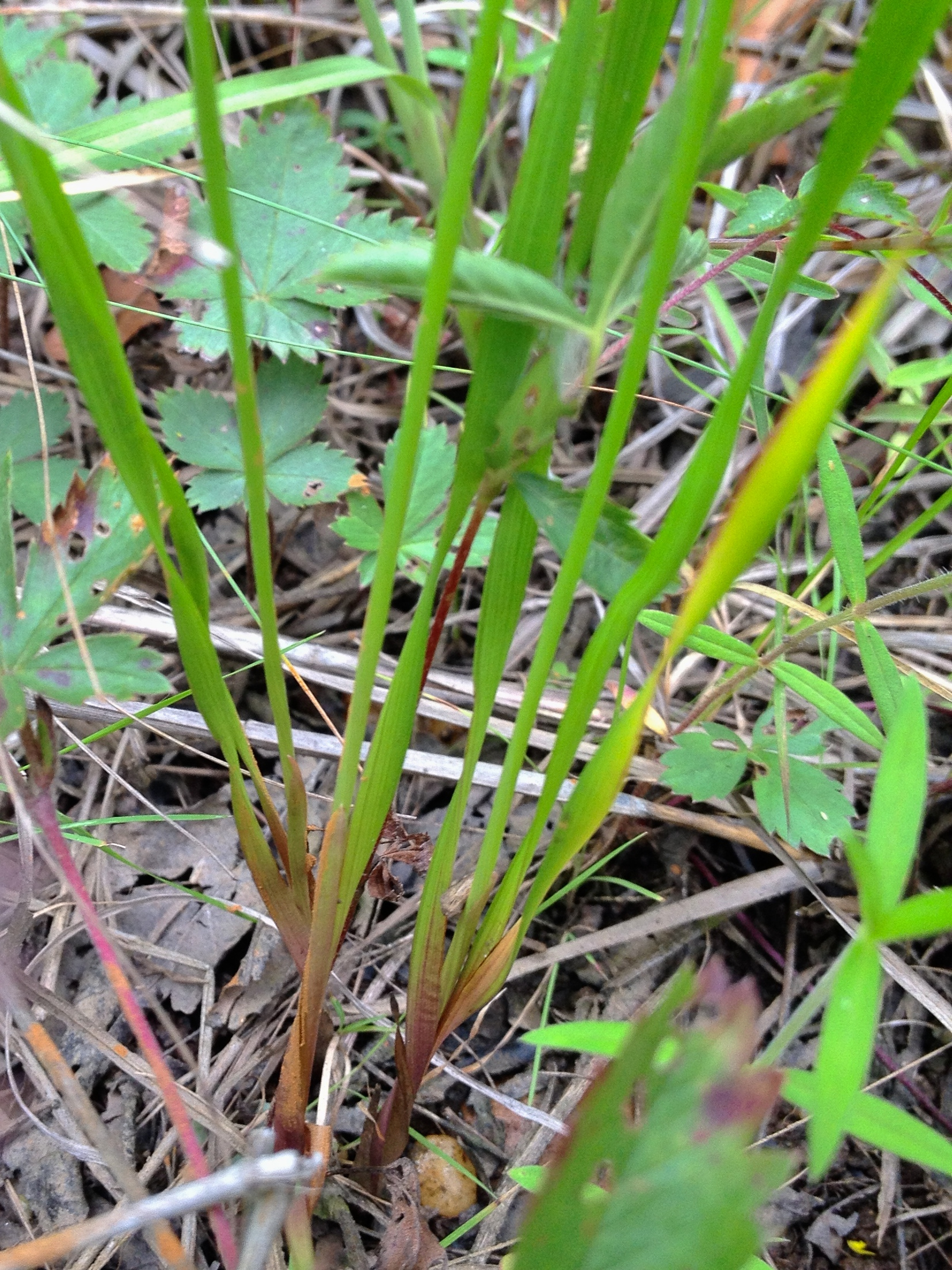
Feuilles de Xyris torta dans le Maryland.

Xyris torta est une espèce de la famille des Xyridaceae. Il s'agit de l’herbe élancée aux yeux jaunes. C'est une espèce nord-américaine qui est répandue dans le centre et l'Est des États-Unis, du New Hampshire à la Géorgie, à l'ouest jusqu'au Minnesota, au Nebraska et à l'Est du Texas,.

## Description
Xyris torta est une plante herbacée vivace avec une tige atteignant 100  cm de haut avec des feuilles longues et étroites tordues jusqu'à 50  cm de long mais généralement inférieures à 5 mm de large,

## Systématique
Le nom correct complet (avec auteur) de ce taxon est Xyris torta Sm..
Xyris torta a pour synonymes :
- Xyris bulbosa var. minor Alph.Wood
- Xyris bulbosa Kunth
- Xyris purshii Sweet
- Xyris torta var. macropoda Fernald
- Xyris torta var. occidentalis Malme
- Xyris torta var. torta